# Projeto AME
O projeto AME  "Amigo Muito Especial" se baseia no modelo de Educação Inclusiva iniciado no Brasil em meados dos anos 90 e tem o objetivo conscientizar os alunos do Ensino Fundamental ao Ensino Medio sobre as pessoas portadoras de deficiência. Para isso, são utilizados filmes, desenhos,  textos, bonecos, slides e outros métodos.
O Projeto AME deixou de existir como um projeto pedagógico no fim de 2006. Logo, foi substituído pelo projeto Convivendo com as Diferenças que em 2009 recebeu o prêmio Professor Giz de Ouro promovido pela Prefeitura Municipal de Barueri-SP.